# رفشه، قنا
رفشه (به عربی: الرفشة)، روستایی از توابع شهرستان ابو تشت در استان قنا و کشور مصر است.

## جمعیت
براساس سرشماری سال ۲۰۰۶ مصر، جمعیت آن ۵۱۲۳ نفر(۲۳۶۱ مرد و ۲۷۶۲ زن) بوده‌است.